# Thamnophilus zarumae
Thamnophilus zarumae е вид птица от семейство Thamnophilidae.

## Разпространение
Видът е разпространен в Еквадор и Перу.